# 원펑구

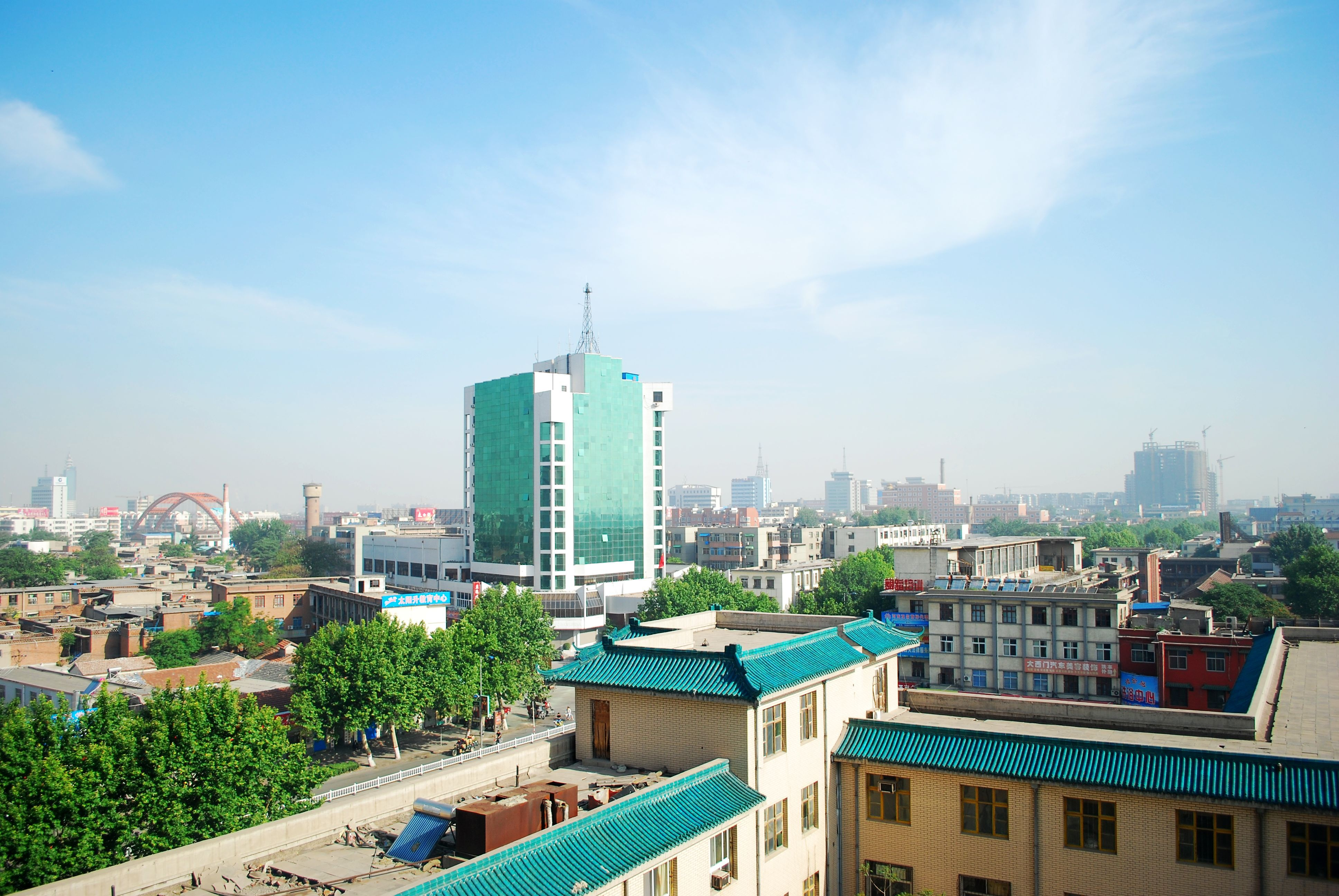

원펑구(한국어: 문봉구, 중국어: 文峰区, 병음: Wénfēng Qū)는 중화인민공화국 허난성 안양시의 현급 행정구역이다. 넓이는 179km2이고, 인구는 2007년 기준으로 370,000명이다.

## 행정 구역
12개 가도, 1개 진, 1개 향을 관할한다.
- 가도: 东大街街道, 头二三街道, 甜水井街道, 东关街道, 南关街道, 西大街街道, 北大街街道, 西关街道, 紫薇大道街道, 光华路街道, 永明路街道, 中华路街道.
- 진: 宝莲寺镇.
- 향: 高庄乡.